# Tachina furcipennis
Tachina furcipennis là một loài ruồi trong họ Tachinidae.